# Cabanac
Cabanac – miejscowość i gmina we Francji, w regionie Oksytania, w departamencie Pireneje Wysokie.
Według danych na rok 1990 gminę zamieszkiwało 217 osób, a gęstość zaludnienia wynosiła 39 osób/km² (wśród 3020 gmin regionu Midi-Pireneje Cabanac plasuje się na 846. miejscu pod względem liczby ludności, natomiast pod względem powierzchni na miejscu 1445.).